# Dans le jardin (Renoir)
Dans le jardin ou Au jardin est un tableau de Auguste Renoir conservé au musée de l'Ermitage à Saint-Pétersbourg. 

## Description
L'une des œuvres importantes de Renoir, créée en 1885, est un témoignage autobiographique de l'artiste. En effet, le 21 mars 1885, Aline Charigot a donné naissance au premier né de Renoir et, à partir de ce moment, ils ont commencé une vraie vie de famille. L'image représente le moment décisif de la déclaration d'amour : l'homme a clairement offert sa main et son cœur bien-aimés, toutes les paroles ont déjà été dites et il attend la décision de la jeune fille ; la fille est montrée au moment de la décision, elle a un air un peu perplexe et pensif.   

## Exposition
L'œuvre a longtemps appartenu à Renoir et n'a été exposée nulle part, restant presque inconnue ; Le 7 décembre 1901 elle a été achetée par le marchand d'art Durand-Ruel à l'artiste pour 10 000 francs, deux ans plus tard, elle a été rachetée par le collectionneur allemand Otto Gerstenberg pour 50 000 francs. Pendant la Seconde Guerre mondiale, elle a été saisie par les troupes soviétiques et envoyée en URSS à titre de réparation de guerre ; pendant longtemps elle est restée stockée dans les magasins du musée de l'Ermitage et n'a été présentée au public qu'en 1995 lors de l'exposition  sur la Spoliation des œuvres d'Art pendant la guerre ; depuis 2001, le tableau est exposé en permanence à l'Ermitage et depuis fin 2014 il se trouve dans le bâtiment de l'état-major (salle 408).

## Remarques
1. ↑  Государственный Эрмитаж. — Пьер Огюст Ренуар «В саду»
2. ↑  Костеневич А. Неведомые шедевры. Французская живопись XIX—XX веков из частных собраний Германии. — Нью-Йорк; Санкт-Петербург: Издательство «Харри Н. Абрамс», 1995. — С. 104—109.
3. ↑  Государственный Эрмитаж. — Здание Главного Штаба. — Зал Огюста Ренуара.